# Максум Нусратулло
Нусратулло Махсум (Лутфулаев) (тадж. Нусратулло Лутфуллоев, більш відомий як Нусратулло-Махсум, |1881 — 1 листопада  1937) — таджицький державний і громадський діяч.

## Біографія
Нусратулло Лутфуллаєв (Нусратулло Махсум) народився в 1881 р в кишлаку чашман Кізі Гармського району в сім'ї дехкан. З малолітства він допомагав своїм батькам і таким чином пізнав важку працю дехканина. Протягом трьох років навчався у місцевій школі (мактаб). Важкі матеріальні умови життя змусили його рано покинути рідний дім, дорогі серцю місця, і шукати щастя на стороні. Як і багато в ті часи заробітчани з числа таджиків гірських районів, він пішов на заробітки в промислові міста Туркестанського краю. Працював вантажником на приватній фабриці в Коканде (1895—1906). Був звільнений за участь у заворушеннях. Повернувся в рідне село, де працював у власному господарстві (1906—1920).
Незабаром після повстання, що призвів до повалення бухарського еміра, вступив в РКП (б) (грудень 1920). У 1921—1923 рр. — Голова Гармського обласного продовольчого комітету з постачання РСЧА, був уповноваженим ЦВК Бухарської НСР у справах Східної Бухари, членом Надзвичайної комісії ЦВК Бухарської НСР у справах Східної Бухари. У 1923—1924 рр. — Заступник голова заступник голови Гармського революційного комітету і голова Східно-Бухарського (Таджицького) обласного виконавчого комітету. З жовтня (за іншими даними з 1 грудня) 1924 — голова Тимчасового революційного комітету Таджицької АРСР. Член ЦК КП (б) Узбекистану (12 лютого 1925 — 4 червня 1930). Голова ЦВК Таджицької АРСР (грудень 1926 — 16 жовтня 1929), Голова ЦВК Таджицької РСР (16 жовтня 1929 — 27 грудня 1933). Член Бюро ЦК КП (б) Таджикистану (1930—1933).
З перетворенням Таджикистану в союзну республіку був обраний одним з Голів ЦВК СРСР (18 березня 1931 — 4 січня 1934). Поміркована позиція таджицького керівництва по відношенню до заможного селянства в період колективізації була визнана помилковою на засіданні Політбюро ЦК ВКП (б) 5 грудня 1933 Дотримуючись цієї резолюції, четвертий надзвичайна сесія ЦВК Таджицької РСР звільнила (27 грудня 1933) від посад Максум та Голови СНК Таджицької РСР Абдуррахіма Ходжібаева за «анти-партійну і в багатьох випадках анти-радянську» політику. Голова Ради Національностей ЦВК СРСР Таджібаев зажадав зняття Максум з поста голови ЦВК СРСР під час сесії 4 січня 1934 ЦВК схвалив дане рішення, замінивши Максум іншим представником Таджикистану — А. Рахімбаевим. Максум був відряджений до Москви для навчання у Всесоюзній Плановою Академії.
Арештований в Москві 8 липня 1937 За даними товариства «Меморіал», заарештований 8 липня 1937 У статті, опублікованій в журналі «Комуніст Таджикистану», наводиться інша дата — 13 липня 1937 і засуджений до вищої міри покарання 31 жовтня 1937 за підготовку контрреволюційних злочинів. 15 грудня 1957 Військова колегія Верховного Суду, розглянувши постанову Генеральної прокуратури СРСР за нововиявленими обставинами, в силу відсутності складу злочину скасувала вирок щодо Нусратулло Максум. Постановою Президії від 26 червня 1964, Нусратулло Максум був посмертно реабілітований.
Указом президента Республіки Таджикистан Е. Ш. Рахмонова посмертно удостоєний звання «Герой Таджикистану» (9.09.2006).